# Graeme Clark
Graeme Clark (født 15. april 1965) er en musiker fra Glasgow, Skotland. Han er bedst kendt som bassist i gruppen Wet Wet Wet.